# Dekanat Kraków-Prokocim
Dekanat VIII Kraków – Prokocim – jeden z 44 dekanatów w rzymskokatolickiej archidiecezji krakowskiej.

## Parafie
W skład dekanatu wchodzą parafie:
1. parafia MB Dobrej Rady – Kraków (Prokocim)
2. parafia MB Różańcowej – Kraków (os. Piaski Nowe)
3. parafia Miłosierdzia Bożego – Kraków (os. Nowy Prokocim)
4. parafia Najświętszego Serca Pana Jezusa – Kraków (Piaski Wielkie)
5. parafia Najświętszej Rodziny – Kraków (os. Bieżanów Nowy)
6. parafia Narodzenia NMP – Kraków (Bieżanów)
7. parafia Nawiedzenia NMP – Kraków (Rżąka)
8. parafia Niepokalanego Serca NMP – Kraków (Rybitwy)
9. parafia św. Marii Magdaleny – Kraków (Kosocice)
10. parafia bł. Jerzego Popiełuszki – Kraków (Osiedle Złocień)

## Informator Dekanalny Prokocim
Na terenie dekanatu działa bezpłatny dwutygodnik Informator Dekanalny - jest on rozdawany parafianom dekanatu po Mszach św. w co drugą niedzielę.

## Sąsiednie dekanaty
Kraków – Mogiła, Kraków – Podgórze, Niepołomice, Wieliczka